# Cratere Boivin
Boivin  è un cratere sulla superficie di Venere dedicato a Marie Boivin.